# Триниус, Карл Бернхард
Карл Антонович (Карл Бернхард) Три́ниус (1778—1844) — немецкий и российский ботаник, академик Петербургской Академии наук (1823).

## Биография
Карл Бернхард Триниус родился 7 марта 1778 года в Айслебене в семье пастора Иогана Антона Триниуса (нем. Johann Anton Trinius (1722—1784)) и Шарлоты Ганеман (нем. Charlotte Hahnemann (1752—1812)), сестры основателя гомеопатии Самуэля Ганемана.
Триниус учился в Йене (с 1796), Галле и Гёттингене (вып. 1802), получил степень доктора медицины.
В 1804 году стажировался в Дерптском университете, начал службу в Курляндии. В 1804—1808 годах был там практикующим врачом. С 1807 года имел практику в Газенпоте. С 1808 года служил лейб-медиком семьи герцогов Вюртембергских. Врач (лейб-медик) герцогини Антонии (Антуанетте) Вюртембергской, с которой в 1809 году приехал в Россию. Сопровождал герцогиню в поездках по России и Германии.
В 1810 году избран иностранным членом-корреспондентом, а в 1823 году — ординарным академиком Петербургской академии наук. Стал основателем и первым директором Ботанического музея академии наук (1823; официально открыт в 1835 году).
В Москве был членом масонской ложи «Александра к тройственному благословению». С 1829 по 1833 годы читал лекции по естественной истории наследнику-цесаревичу Александру Николаевичу.
Свою коллекцию злаков Триниус передал Ботаническому музею Академии наук (1841). Гербарий Триниуса был приобретён Московским университетом, и 6000 гербарных листов были описаны И. Н. Горожанкиным.
Умер 29 февраля (12 марта) 1844 года. Похоронен на Смоленском евангелическом кладбище в Санкт-Петербурге.

## Растения, описанные Триниусом

### Роды злаков
Список составлен на основе данных проекта Wikispecies. Звёздочкой отмечены роды, произрастающие на территории России и сопредельных государств.
- Aeluropus Trin. — Прибрежница, или Ажрек*
- Brachiaria (Trin.) Griseb.*
- Chrysopogon Trin. — Золотобородник*
- Colpodium Trin. — Кольподиум*
- Lepturus Trin.* (=Parapholis)
- Limnas Trin.*
- Phippsia (Trin.) R.Br. — Фиппсия*
- Pholiurus Trin. — Чешуехвостник*
- Psilurus Trin. — Голохвостник*
- Rostraria Trin. — Рострария*
- Sphenopus Trin.*
- Spodiopogon Trin.*
- Stenotaphrum Trin.* (cult.)

### Виды
- Полевица Гумбольдтова (Agrostis humboldtiana) Trin.
- Aristida humboldtiana Trin. & Rupr.

и многие другие.

## Роды растений, названных в честь Триниуса
- Neotrinia (Tzvelev) M.Nobis, P.D.Gudkova & A.Nowak, 2019 (Poaceae)
- Trinia Hoffm., 1814, nom. cons. (Apiaceae)
- Triniella Calest., 1905 [= Trinia Hoffm.]
- Triniochloa Hitchc., 1913 (Poaceae)
- Triniusa Steud., 1854 [= Bromus L.]

## Научные работы
- 1806: Gedichte, in Kuronia, Mitau, S. 1-5, 21-22, 27-28, 39-40, 52-56, 61-63, 70-72, 76, 85-87.
- 1807: Gedichte, in Kuronia, Mitau, S. 5-6, 27-29, 43, 45-48, 72-74, 103—104, 120—123.
- 1807: Gedichte, in Ruthenia, 1807, Bd.2, S. 89-92.
- 1808: Gedichte, in Kuronia, Mitau, S. 73-74, 81-84, 93-94, 120—128.
- 1811: Description des Mousses, qui croissent aux environs de St. Petersbourg (Описание мхов, которые растут в окрестностях Санкт-Петербурга и Москвы), St. Petersburg, совм. с Либошицем.
- 1811: Flore des environs de St. Petersbourg et de Moscou, St. Petersburg

Данный труд переведен С. Орловым:
- 1818: Флора Санктпетербургская и Московская или описание растений, находящихся в окрестностях обеих столиц Российской Империи для любителей ботаники и садов для докторов, аптекарей, содержателей фабрик красильщиков, СПб., совм. с Либошицем.
- 1820: Dramatische Ausstellungen, Berlin.
- 1820: Fundamenta agrostographiae, sive theoria constructionis floris graminei; abjecta synopsi generum graminum hucusque cognitorum (Фундаментальная агростография или теория строения цветковых растений с добавлением перечня родов растений до сих пор неизвестных), Wien.
- 1824: De Graminibus unifloris et sesquifloris, dissertatio botanica, sistens theoriae constructionis floris graminei Epicrisin…, Petropoli.
- 1826: De Graminibus paniceis : Dissertatio botanica altera (Злаковые [хлебные] травы : Диссертация по ботанике), Petropoli.
- 1826: Über die Bildung des Embryo in den Gräsern, von Raspail. Aus dem Französischen übersetzt und mit Anmerkungen begleitet, St. Petersburg.
- 1828: Species graminum, iconibus et desciptionibus illustr. St. Petersburg. — Vol. 1, 1828; Vol. 2, 1829; Vol. 3, 1829.
- 1829: Über den Glauben an Geister und Gespenster, in: Mitausche Wöchentliche Unterhaltungen, Bd. 1, S. 305.
- 1829: Ovids achtzehnte Heroide, in: Mitausche Wöchentliche Unterhaltungen, Bd. 4, S. 129, 168.
- 1829: Welche Todesart hätte Sokrates wählen sollen? in: Mitausche Wöchentliche Unterhaltungen, Bd. 5, S. 138ff.
- 1829: Das Lustspiel, in: Mitausche Wöchentliche Unterhaltungen, Bd. 5, S. 339.
- 1829: Über den gegenwärtigen wissenschaftlichen Standpunkt der Naturforschung. Vorgelesen in der öffentlichen Sitzung der Kaiserlichen Akademie der Wissenschaften am 29. Dezember 1828, St. Petersburg.
- 1830: Neue Beschreibung einiger Grasarten, in: Mémoires de l’academie des scienses de St. Petersbourg, Bd. 1, S. 1-3, St. Petersburg.
- 1832: Andropogoneorum genera speciesque complures definitionibus novis (Несколько новых определений родов и видов злаков трибы Andropogoneae), in: Mémoires de l’academie des scienses de St. Petersbourg, T. 2 (Sci. Mathematiques…), N 3, S. 239—337, St. Petersburg.
- 1835: Cenera Plantarum ad familias suas redacta (Роды растений, объединённые по семействам), Petropoli
- 1836: Über das Wesen und die Bedeutung der menschlichen Haare und der Zähne. Bonn
- 1840: Phalaridea, St. Petersburg.
- 1840: Oryzea, St. Petersburg.
- 1845—1849: Agrostidea/ Trinius, 3 Teile, St. Petersburg.
- 1848: Gedichte von Dr. B. C. Trinius, herausgegeben von zweien seiner Freunde, Berlin.
- 1849: Gedichte eines ehemaligen Kurländers, in: Das Inland, 05.10.1849, Nr. 40, S. 673—678.
- 1857: Der Ahorn (Gedicht), In Ed. Pabst: Bunte Bilder, 2 Hefte, Reval.
- 1895: Gedichte, in: Grotthus, Jeannot Emil Freiherr von.
- 1895: Das baltische Dichterbuch. Eine Auswahl deutscher Dichtungen aus den baltischen Provinzen […]. Reval, S. 118.